# Navette autonome du bois de Vincennes
La navette autonome du bois de Vincennes est une ligne de transport en commun de la RATP circulant dans le bois de Vincennes et à Vincennes.

## Histoire
Lancée en novembre 2017, elle relie à l'origine la station de métro Château de Vincennes, terminus de la ligne 1 et pôle d'échanges avec de nombreux bus, au parc Floral. Elle parcourt alors le cours des Maréchaux pour desservir les deux arrêts distants de 450 mètres ; à cette occasion, une voie en site propre lui est consacrée.
En mars 2021, la ligne, toujours en phase d'expérimentation, est allongée de manière significative puisqu'elle rejoint la porte Jaune, toujours via le parc Floral, et qu'elle entre en ville en allant au pied de l'hôtel de ville de Vincennes, ; elle atteint alors six kilomètres de longueur,. Au moment de cette extension, elle a déjà transporté 40 000 passagers et parcouru 11 000 kilomètres,.

## Exploitation

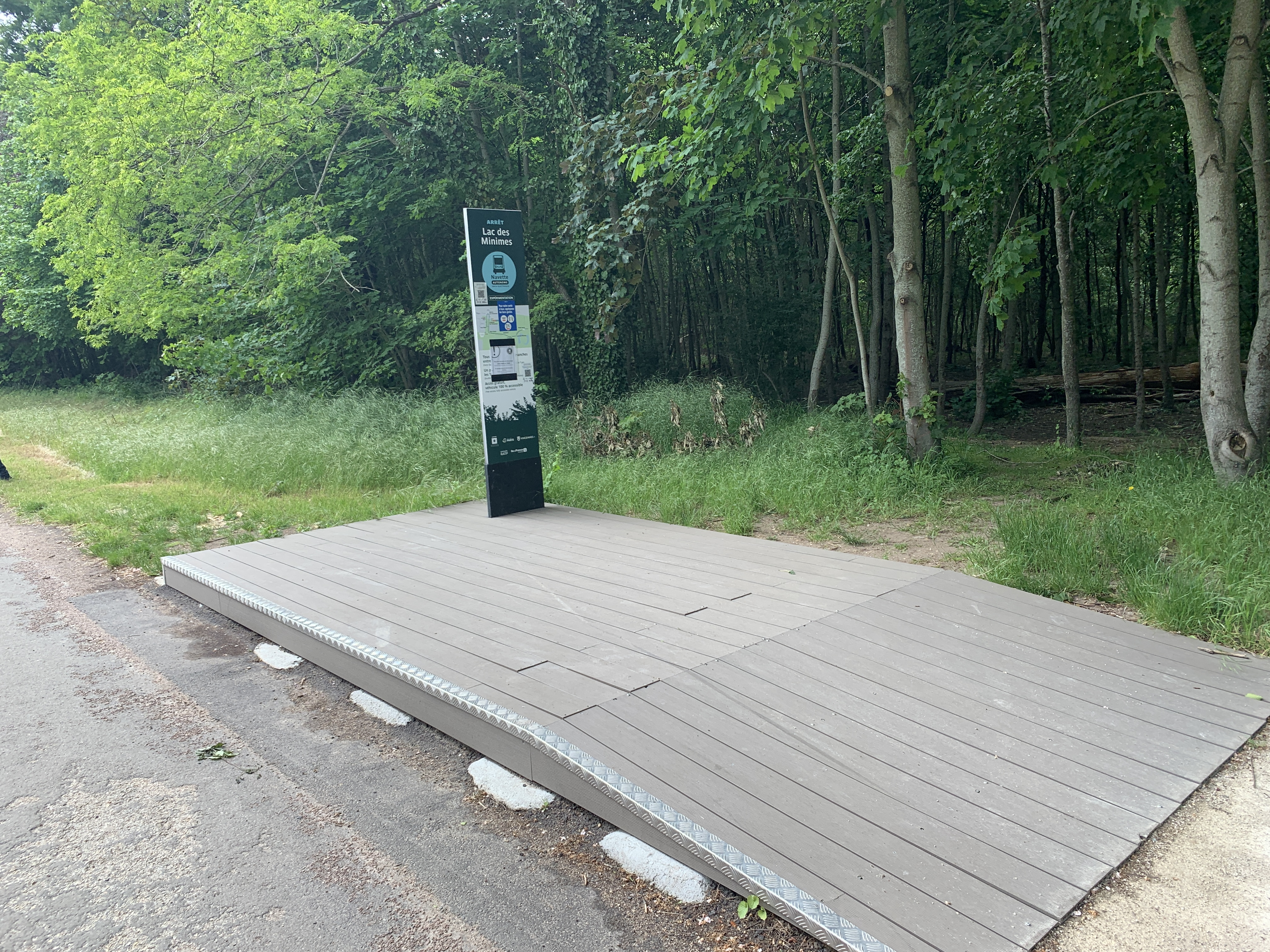
L'arrêt « Lac des Minimes » de la navette autonome.

Dans sa partie urbaine, la navette circule en site propre sur le cours des Maréchaux ou intégrée à la circulation sur le cours Marigny et lors de son franchissement de l'avenue de Nogent,. Dans le bois de Vincennes, elle emprunte des allées revêtues — avenue des Minimes et route Circulaire — en partage avec les piétons et les mobilités douces,.
Gratuite et circulant les week-ends, la ligne est composée d'une flotte de quatre véhicules d'une capacité théorique de onze personnes chacune mais réduite temporairement à quatre personnes en raison des mesures sanitaires liées à la pandémie de Covid-19,. Les véhicules sont sans conducteur mais un agent est tout de même présent à bord pour veiller au bon fonctionnement du véhicule et à la sécurité des passagers,.

## Arrêts et sites desservis

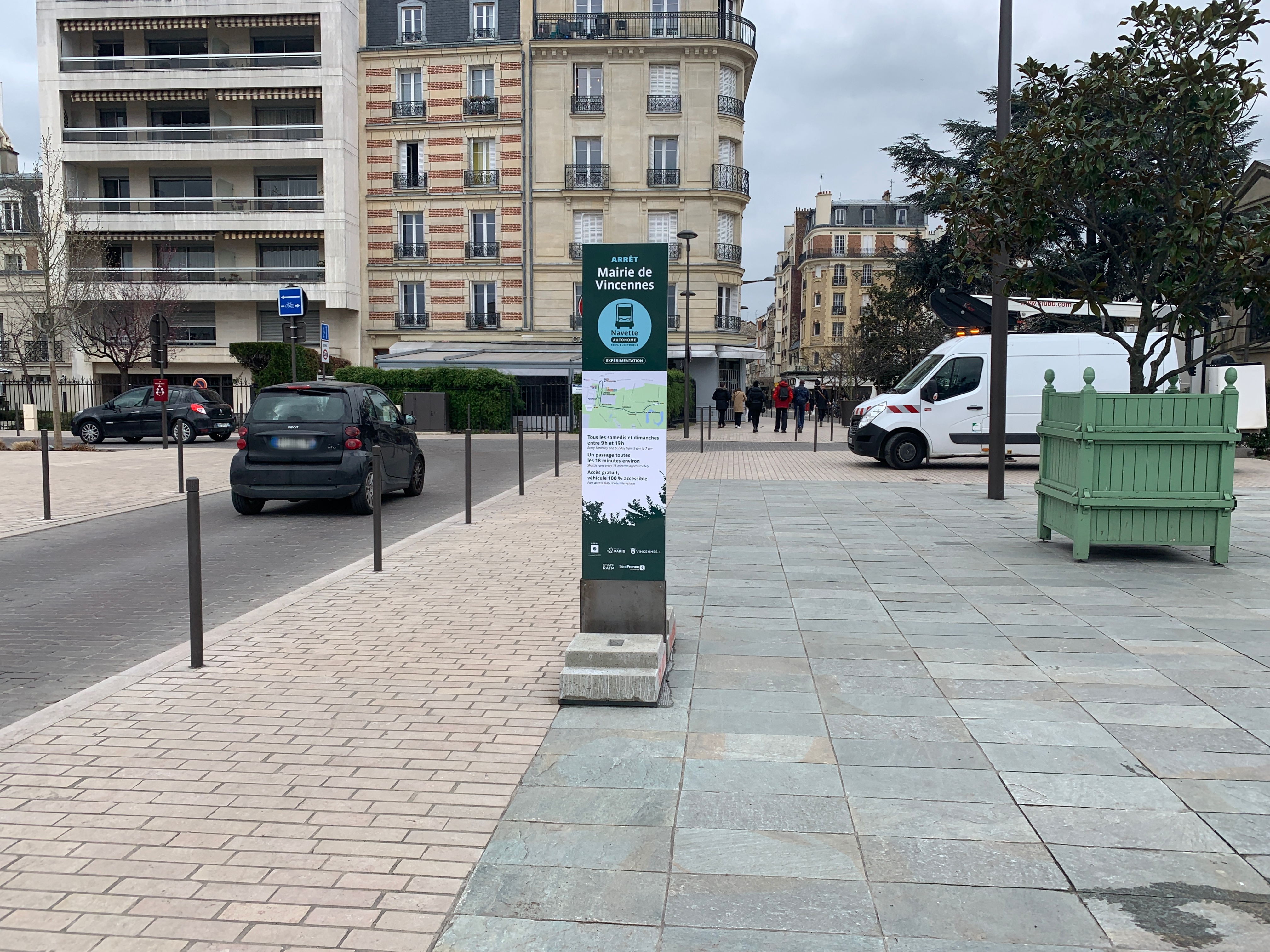
L'arrêt « Mairie de Vincennes » de la navette autonome.

- « Château de Vincennes » : château de Vincennes, station Château de Vincennes de la ligne 1 du métro
- « Mairie de Vincennes » : hôtel de ville de Vincennes, église Notre-Dame
- « Fort Neuf » : fort de Vincennes
- « Parc Floral » : parc floral de Paris, quartier Carnot de la garde républicaine, stade Léo-Lagrange
- « Sabotiers »
- « Tremblay » : INSEP, La Cartoucherie
- « Lac des Minimes » : lac des Minimes, INSEP
- « Porte Jaune » : porte Jaune, chalet de la Porte-Jaune, lac des Minimes